# José Centaño de la Paz
José Centaño de la Paz (15 de abril de 1883-8 de febrero de 1963) fue un militar español que participó en la Guerra civil.

## Biografía
Nació el 15 de abril de 1883, en el seno de una familia de tradición monárquica. Militar profesional, pertenecía al cuerpo de Estado Mayor y llegó a ser docente en la Escuela Superior de Guerra de Madrid. Posteriormente se retiró del Ejército, aunque tras el estallido de la Guerra civil fue movilizado por el Gobierno republicano y pasaría a dirigir el Parque de Artillería n.º 4 de Madrid, ostentando el rango de teniente coronel. Desde este puesto no tuvo un papel relevante. 
Sin embargo, avanzada la contienda se convirtió en un agente encubierto franquista y llegaría a ser uno de los jefes de la Quinta columna franquista en Madrid. Amigo del coronel José Ungría, ya en el verano de 1938 Centaño había organizado una pequeña red de agentes que trabajaban para los servicios secretos franquistas, grupo que acabaría siendo conocido como «Lucero verde». Esta red de espionaje mantuvo informadas a las autoridades de Burgos sobre un gran número de informaciones del Madrid republicano. A lo largo del mes de febrero de 1939 Centaño mantuvo varios contactos con el coronel Segismundo Casado —comandante en jefe del Ejército del Centro republicano—, durante los cuales se presentó como un representante de Francisco Franco y le invitó a que rindiera el Ejército republicano. Finalmente, a comienzos de marzo se produjo un Golpe de Estado liderado por Casado, que contribuiría al derrumbamiento de la resistencia en la zona republicana y la victoria de Franco.
Tras el final de la contienda se dedicó a los negocios en el sector privado. Falleció en Madrid el 8 de febrero de 1963.

## Obras
- (1923). Fotografías desde aeronaves: obtención y aplicaciones. Calpe.